# Ginnastica ai Giochi della XV Olimpiade
Le competizioni di ginnastica artistica dei Giochi della XV Olimpiade si sono svolte al Töölö Sports Hall di Helsinki dal 19 al 23 luglio 1952.
A differenza di Londra 1948 sono state introdotte le prove singole agli attrezzi femminili (corpo libero, volteggio, parallele simmetriche e trave), il concorso completo individuale e la prova agli attrezzi a squadre che aggiunte al concorso completo a squadre portano le competizioni femminili a 7 eventi. Gli eventi maschili rimangono invariati a 8.

## Podi

### Uomini
| Evento                          | Oro | Perform. | Argento | Perform. | Bronzo | Perform. |
| Concorso a squadre (dettagli)   | Unione Sovietica Viktor Čukarin Hrant Šahinyan Valentin Muratov Evgenij Korol'kov Vladimir Beljakov Iosif Berdiyev Michail Perl'man Dmytro Leonkin | 574,35   | Svizzera Josef Stalder Hans Eugster Jean Tschabold Jack Günthard Melchior Thalmann Ernst Gebendinger Hans Schwarzentruber Ernst Fivian | 567,50   | Finlandia Onni Lappalainen Berndt Lindfors Paavo Aaltonen Kaino Lempinen Heikki Savolainen Kalevi Laitinen Kalevi Viskari Olavi Rove | 564,20   |
| Concorso individuale (dettagli) | Viktor Čukarin | 115,70   | Hrant Šahinyan | 114,95   | Josef Stalder | 114,75   |
| Corpo libero (dettagli)         | William Thoresson | 19,25    | Jerzy Jokiel Tadao Uesako | 19,15    | Non Assegnata |          |
| Volteggio (dettagli)            | Viktor Čukarin | 19,20    | Masao Takemoto | 19,15    | Tadao Uesako Takashi Ono | 19,10    |
| Parallele (dettagli)            | Hans Eugster | 19,65    | Viktor Čukarin | 19,60    | Josef Stalder | 19,50    |
| Sbarra (dettagli)               | Jack Günthard | 19,55    | Alfred Schwarzmann Josef Stalder | 19,50    | Non Assegnata |          |
| Anelli (dettagli)               | Hrant Šahinyan | 19,75    | Viktor Čukarin | 19,55    | Hans Eugster Dmytro Leonkin | 19,40    |
| Cavallo con maniglie (dettagli) | Viktor Čukarin | 19,50    | Hrant Šahinyan Evgenij Korol'kov | 19,40    | Non Assegnata |          |

### Donne
| Evento                            | Oro | Perform. | Argento | Perform. | Bronzo | Perform. |
| Concorso a squadre (dettagli)     | Unione Sovietica Marija Gorochovskaja Nina Bočarova Galina Minaičeva Galina Urbanovič Pelageja Danilova Galina Šamraj Medea Jugeli Ekaterina Kalinčuk | 527,03   | Ungheria Margit Korondi Ágnes Keleti Edit Weckinger-Perényi Olga Tass-Lemhényi Erzsébet Gulyás-Köteles Mária Kövi-Zalai Andrea Bodó-Molnár Irén Karcsis-Daruházi | 520,96   | Cecoslovacchia Eva Bosáková-Věchtová Alena Chadimová Jana Rabasová Božena Srncová Hana Bobková Matylda Matoušková-Šínová Věra Vančurová Alena Reichová           | 503,32   |
| Attrezzi a squadre (dettagli)     | Svezia Karin Lindberg Gun Röring Evy Berggren Göta Pettersson Ann-Sofi Pettersson Ingrid Sandahl Hjördis Nordin Vanja Blomberg                        | 74,20    | Unione Sovietica Marija Gorochovskaja Nina Bočarova Galina Minaičeva Galina Urbanovič Pelageja Danilova Galina Šamraj Medea Jugeli Ekaterina Kalinčuk            | 73,00    | Ungheria Margit Korondi Ágnes Keleti Edit Weckinger-Perényi Olga Tass-Lemhényi Erzsébet Gulyás-Köteles Mária Kövi-Zalai Andrea Bodó-Molnár Irén Karcsis-Daruházi | 71,60    |
| Concorso individuale (dettagli)   | Marija Gorochovskaja | 76,78    | Nina Bočarova | 75,94    | Margit Korondi | 75,82    |
| Corpo libero (dettagli)           | Ágnes Keleti | 19,36    | Marija Gorochovskaja | 19,20    | Margit Korondi | 19,00    |
| Volteggio (dettagli)              | Ekaterina Kalinčuk | 19,20    | Marija Gorochovskaja | 19,19    | Galina Minaičeva | 19,16    |
| Parallele asimmetriche (dettagli) | Margit Korondi | 19,40    | Marija Gorochovskaja | 19,26    | Ágnes Keleti | 19,16    |
| Trave (dettagli)                  | Nina Bočarova | 19,22    | Marija Gorochovskaja | 19,13    | Margit Korondi | 19,02    |

## Medagliere
| Posizione | Paese            |    |    |    | Totale |
| --------- | ---------------- | -- | -- | -- | ------ |
| 1         | Unione Sovietica | 9  | 11 | 2  | 22     |
| 2         | Svizzera         | 2  | 2  | 3  | 7      |
| 3         | Ungheria         | 2  | 1  | 5  | 8      |
| 4         | Svezia           | 2  | 0  | 0  | 2      |
| 5         | Giappone         | 0  | 2  | 2  | 4      |
| 6         | Germania         | 0  | 1  | 0  | 1      |
| 7         | Polonia          | 0  | 1  | 0  | 1      |
| 8         | Finlandia        | 0  | 0  | 1  | 1      |
| 8         | Cecoslovacchia   | 0  | 0  | 1  | 1      |
| Totale    | Totale           | 15 | 18 | 14 | 47     |